# Zambrzycki
Zambrzycki (forma żeńska: Zambrzycka; liczba mnoga: Zambrzyccy) – polskie nazwisko.  Na początku lat 90. XX wieku w Polsce nosiły je 1603 osoby, według nowszych, internetowych oparty danych liczba jest 1677.

## Znane osoby noszące to nazwisko
- Anna Zambrzycka (1931–1993) – etnolog i profesor Uniwersytetu Jagiellońskiego;
- Ludwik Tadeusz Zambrzycki (1803–1834) – działacz Wielkiej Emigracji;
- Szczepan Zambrzycki (XVIII wiek) – stolnik liwski;
- Franciszek Remigiusz Zambrzycki (zm. 1826) – sufragan kijowski, biskup tytularny dardaneński, wiceadministrator diecezji warszawskiej
- Władysław Zambrzycki (1891–1962) – polski pisarz i dziennikarz;
- Zdzisław Zambrzycki (ur. 1935) – polski polityk.